# The thoughts of Emerlist Davjack
The thoughts of Emerlist Davjack is het eerste studioalbum van The Nice.

## Geschiedenis
The Nice kwam voort uit The Naz, de begeleidingsband van en ook voorprogramma bij concerten van P.P. Arnold. Dat liep langzaam uit tot een zelfstandig programma. En als gevolg daarvan mocht The Naz, dan al The Nice geheten een album opnemen in de Olympic Studios. Een daaropvolgende Amerikaanse tournee (januari/februari 1968) werd afgebroken omdat O'List ten onder dreigde te gaan aan drugs.
De titel refereert aan de vier leden. Emerson arrangeerde bij dit vroege album van hem al klassieke muziek in zijn eigen muziek: Rondo bevat fragmenten uit Johann Sebastian Bachs Toccata en Fuga in d-moll (BWV 565). Delen uit Dawn werden later door Emerson gebruikt bij zijn opvulling voor Pictures at an Exhibition. The cry of Eugene is een verwijzing naar de personages Harlekijn en Colombina uit de Commedia dell'arte (citaat lied: 'Harlequin and Colombine speak as three').
De hoes was van Gered Mankowitz; hij fotografeerde de heren naakt, verpakt in cellofaan.

## Musici
- Keith Emerson – toetsinstrumenten
- Lee Jackson – basgitaar, gitaar, zang, pauken
- David O'List – gitaar, trompet, dwarsfluit, zang
- Brian Davison – slagwerk, buisklokken, pauken
- Billy Nichols (niet genoemd) – zang op The thoughts of Emerlist Davjack

## Muziek
Het originele album werd laten aangevuld bij heruitgaven op compact disc:

| Nr. | Titel                                              | Duur |
| --- | -------------------------------------------------- | ---- |
| 1.  | Flower king of flies (Jackson, Emerson)            | 3:56 |
| 2.  | The thoughts of Emerlist Davjack (Emerson, O’List) | 2:47 |
| 3.  | Bonnie K (Jackson, O’List)                         | 3:22 |
| 4.  | Rondo (Emerlist Davjack)                           | 8:25 |

| Nr. | Titel                                        | Duur |
| --- | -------------------------------------------- | ---- |
| 1.  | War and peace (Emerlist Davjack)             | 5:13 |
| 2.  | Tantalising Maggie (Jackson, Emerson)        | 4:30 |
| 3.  | Dawn (Emerson, Jackson, Davison)             | 5:07 |
| 4.  | The cry of Eugene (Jackson, O’List, Emerson) | 4:30 |